# Wspólnota administracyjna Friedrichshafen
Wspólnota administracyjna Friedrichshafen – wspólnota administracyjna (niem. Vereinbarte Verwaltungsgemeinschaft) w Niemczech, w kraju związkowym Badenia-Wirtembergia, w rejencji Tybinga, w regionie Bodensee-Oberschwaben, w powiecie Jezioro Bodeńskie. Siedziba wspólnoty znajduje się w mieście Friedrichshafen, przewodniczącym jej jest Josef Büchelmeier.
Wspólnota administracyjna zrzesza jedno miasto i jedną gminę wiejską:
- Friedrichshafen, miasto, 59 002 mieszkańców, 69,91 km²
- Immenstaad am Bodensee, 6 083 mieszkańców, 9,26 km²